# Uniwersytet Narodowy im. Kapodistriasa w Atenach
Uniwersytet Narodowy im. Kapodistriasa w Atenach (gr. Εθνικόν και Καποδιστριακόν Πανεπιστήμιον Αθηνών) – grecki uniwersytet w Atenach. Najstarszy uniwersytet w tym kraju, a zarazem najstarszy na Półwyspie Bałkańskim, założony w 1837.

## Historia

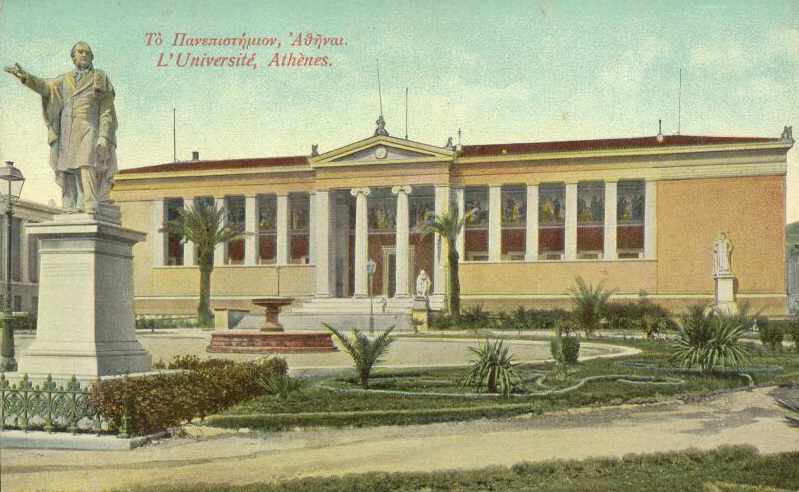
Główny budynek Uniwersytetu Kapodistriasa w 1910

Uniwersytet rozpoczął działalność 3 maja 1837, w budynku zaprojektowanym przez Stamatisa Kleantesa, położonym na północny wschód od Akropolu. Początkowo nosił nazwę Uniwersytetu Ottońskiego (od imienia ówczesnego władcy Grecji) i składał się z czterech fakultetów (teologii, prawa, medycyny i sztuk pięknych). W 1841 uniwersytet przeniesiono do nowego budynku, projektu duńskiego architekta Christiana Hansena.

## Wydziały
Aktualnie w strukturze uniwersytetu funkcjonuje 35 wydziałów, zgrupowanych w 8 „szkół” (σχολές):
- Szkoła Ekonomii i Nauk Politycznych,
- Szkoła Edukacji,
- Szkoła Nauk o Zdrowiu,
- Szkoła Prawa,
- Szkoła Filozofii,
- Szkoła Edukacji Fizycznej i Nauk o Sporcie,
- Szkoła Nauk Ścisłych,
- Szkoła Teologii.